# پوملته
پوملته (به آلمانی: Pömmelte) یک منطقهٔ مسکونی در آلمان است که در باربی واقع شده‌است. پوملته ۶۶۰ نفر جمعیت دارد.